# Альрави, Карим
Карим Альрави (араб. كريم الراوي‎) — британско-канадский писатель, родившийся в Александрии, Египет. 

## Биография
Cемья Альрави эмигрировала сначала в Великобританию, а затем в Канаду. Он закончил Университетский колледж Лондона и Манчестерский университет Затем, в 2013 году, он получил магистерскую степень по литературному мастерству в Университете Британской Колумбии.
Альрави преподавал в университетах Великобритании, Египта, США и Канады. Он был международным научным сотрудником по письму в Университете Айовы и преподавал творческое письмо в международной программе по писательству в университете. С 1993 по 1994 год он был президентом Египетского ПЕН-клуба (местного отделения международной писательской организации), сменив Мурси Саад Эль-Дина. Его сменил писатель Гамаль Аль-Гитани.
В Великобритании Альрави был литературным менеджером Королевского театра Стратфорд-Ист, а позже — писателем-резидентом Королевского придворного театра в центре Лондона. Он работал в Совете по делам искусств Великобритании и Великом лондонском художественном совете. Позже Карим вернулся в Египет, где преподавал на театральном факультете Американского университета в Каире. В Египте пьесы Альрави были запрещены государственной цензурой. Позже он был арестован и задержан для допроса в Службе государственной безопасности Египта за работу с Египетской организацией по правам человека (EOHR), где был заместителем генерального секретаря и представителем иностранной прессы.
Альрави переехал в Соединённые Штаты Америки в качестве международного стипендиата программы Фулбрайта, где работал в нескольких театрах, включая Meadow Brook Theater (MBT) в Мичигане, Шекспировский фестиваль в Орегоне, Центр Кеннеди, Вашингтон, округ Колумбия, и Ламама, Нью-Йорк. Альрави написал и отредактировал несколько международных публикаций и был главным редактором журнала ARABICA, ведущего общенационального арабско-американского издания с независимой сертифицированной аудиторией более 100 000 читателей.
Альрави курировал программы обучения СМИ, финансируемые ЕС, США и Канадой, в ряде африканских и азиатских стран. Он был членом канадской делегации во главе с министром иностранных дел Пьером Петтигрю на конференции Организации экономического сотрудничества и развития (ОЭСР) по надлежащему управлению в арабском мире, а также членом Программы развития Организации Объединённых Наций по управлению в арабском регионе (ПРООН) (POGAR, 1999—2005), советником по коммуникациям и менеджером по внешним связям для Ближнего Востока и Северной Африки Всемирного банка в Вашингтоне, округ Колумбия. Альрави был в Египте во время восстаний арабской весны 2011—2013 годов.
После восстановления военного правления в марте 2016 года Альрави был среди 190 египетских правозащитников и активистов гражданского общества, которым Служба государственной безопасности Египта предъявила обвинения по делу 173—2011. Обвинения касались его обучения журналистов этике СМИ и использованию Интернета, что якобы способствовало восстанию 2011 года. 20 декабря 2018 года египетский суд отклонил обвинения. Решение подтверждено апелляционной инстанцией 4 декабря 2020 года.

## Награды
Художественная литература, пьесы и постановки Альрави получили несколько наград, в том числе:
- Приз HarperCollins Publishers / UBC за лучшую новую художественную литературу, Канада;
- Премия Джона Уайтинга[англ.], выдающийся вклад в театр Великобритании и Содружества, Великобритания;
- Премия Сэмюэля Беккета[англ.] за новаторство и высокое качество письма для исполнительского искусства, Великобритания;
- Первый приз Эдинбургского фестиваля Fringe[англ.], выдающаяся пьеса на новой сцене, Великобритания;
- Премия Фестиваля писателей Азии (Институт Содружества[англ.], Лондон), самый многообещающий новый драматург, Великобритания;
- Дважды лауреат театральной и молодёжной премии Министерства культуры Египта;
- Театральная премия Джесси Ричардсон[англ.], Канада;
- Национальная премия драматургов, Канада;
- Премия USA Plays Today Award, США;
- Премия за выдающиеся достижения в области свободной прессы, США.

Его детская книга «Девушка, которая потеряла улыбку» была удостоена золотой награды журнала Parents Magazine в 2002 году и стала финалистом премии Kentucky Bluegrass Book Award (Выбор студентов Кентукки) в 2002 году.
Его книжка с картинками «Мышь, спасшая Египет» была включена в Народную премию Великобритании.
Альрави получил писательские награды Совета по делам искусств Великобритании и Совета по делам искусств Канады.

## Британские пьесы
Первая полнометражная пьеса Альрави «Миграции» была поставлена в Королевском театре Стратфорд-Ист, а его вторая пьеса «Холодный климат» была поставлена в Королевского придворного театре в центре Лондона. За этим последовали три пьесы: «Огонь в озере», «Дитя в сердце» и «Земля обетованная» для театра Joint Stock Theater, тогда ещё одной из крупнейших гастрольных компаний Великобритании. Все три спектакля вызвали споры во время показа. Как отметила Кэрол Уоддис о «Ребёнке в сердце», «эта почти мессианская пьеса об отчаянной боли утраты корней и, в истинно библейском смысле, племенной идентичности не позволяет своей аудитории сорваться с крючка». «Огонь в озере» (Fire in the Lake) был удостоен награды Edinburgh Fringe First Award на фестивале Эдинбургском фестивале Fringe. «Пересечение воды», пьеса о британцах в Египте и Суэцкой войне, была представлена на сцене в ICA в Лондоне, а затем поставлена в Американском университете в Каирском центре Джамиля, несмотря на запрет египетской государственной цензуры.
Пьеса Альрави «Blind Edge», поставленная театром Old Vic, была поставлена в Институте Содружества в Лондоне в рамках Фестиваля Азии, а его пьеса «Чужие» получила Национальную премию драматургов Фестиваля Азии и Столичного Радио.
Альрави написал пьесы для Королевского придворного театра, Королевского театра Стратфорд-Ист, Joint Stock, Театра Олд Ред Лайон, Театра Сохо, Театра М6, Театра Полумесяца, Театра Ньюкасла, Театра Олд Вик, Лондон, Театра Ливерпуля, Королевского театра Йорк и театра Крусибл в Шеффилде.

## Арабские пьесы
В Египте Альрави преподавал на театральном факультете Американского университета в Каире (AUC). Его первая серьёзная стычка с государственной цензурой произошла, когда его пьеса «Пересекая воду» была запрещена, и его вызвали, чтобы дать отчёт о себе в офисе цензора. Позже в том же году, в ответ на цензуру, он адаптировал «Три сестры» Антона Павловича Чехова, перенеся её на современный Египет. Пьеса была поставлена в Театре Уоллеса в AUC в центре Каира. Кроме того, Альрави написал четыре спектакля на арабском языке, два из которых были поставлены в Театре Уоллеса. Madinate el Salam (Город мира) — это пересказ жизни суфийского поэта Мансура аль-Халладжа, казнённого в Багдаде X века по обвинению в ереси. Пьеса была поставлена дважды, оба раза после отказа государственной цензуры в лицензии, что привело к угрозам ареста Альрави органами государственной безопасности. Вторая пьеса «Аль-Байт аль-Махгур» («Заброшенный дом») была о сексуальной эксплуатации и её корнях в истории классовых привилегий Египта. Постановка пьес, несмотря на то, что государственная цензура отказала ему в репетициях и лицензиях на постановку, была одной из причин последующего ареста и допроса Альрави.
Autobis al Intikhabat (Избирательный автобус), сатира на египетскую избирательную систему, и Mudun Gha'iba (Отсутствующие города) о разрушении арабских городов войной — это две полнометражные пьесы, которые должны были быть поставлены с участием студентов из AUC. Альрави и его актёрам было отказано в доступе в Театр Уоллеса в течение последних дней репетиций, что привело к отмене представлений.

## Североамериканские пьесы
Карим Альрави был постоянным писателем в ряде учреждений, включая Университет штата Айова, Университет штата Пенсильвания, Орегонский Шекспировский фестиваль, Университет Окленда и в Театре Meadow Brook (MBT) в Мичигане. Он преподавал драматургию в Университете Виктории в Британской Колумбии, Канада, а затем был международным научным сотрудником по писательской программе в Международной программе письма в Университете Айовы, где он преподавал творческое письмо и курсы мировой литературы для программы «Между строк».
Спектакль «Несломленное сердце», основанный на жизни певицы блюза Этель Уотерс, был впервые показан в Театре Фишера в Айове перед национальным туром. Его пьесы для MBT включали «Дар славы» о мексиканском художнике Диего Ривере и семье Фордов; «Арабские ночи Шагала», рассказ о картине Марка Шагала «Арабские ночи»; и «Убийство времени», пьеса о самоубийстве с помощью врача. Карим также писал пьесы, которые гастролировали по местным школам и проводил театральные мастерские для детей из малообеспеченных семей на юго-востоке Мичигана.
Его пьеса «Сараево» о Боснийской войне была поставлена в мастерской в MBT и Театре искусств Шенандоа. Пьеса «Сахарная конфета» была представлена на постановочном показе в Театре смешанной крови в Миннеаполисе.
«Патагония», пьеса о пытках и сопротивлении была впервые представлена театром Ruby Slippers в Ванкувере, Канада. «Через Морн» (Across The Morne), пьесу для двух актёров и собак, действие которой происходит в Ньюфаундленде, было организовано для чтения в Театральном центре драматургов, Ванкувер, Канада.
«Deep Cut», спектакль, действие которого происходит на островах Американского залива, о культурном конфликте, политической и личной целесообразности, был поставлен в La MaMa ETC в Нью-Йорке, а также в театре Golden Thread в Сан-Франциско и Вашингтоне, округ Колумбия.

## Детская литература
Альрави написал две детские иллюстрированные книги: «Девушка, потерявшая улыбку» и «Мышь, спасшая Египет».
«Девушка, которая потеряла улыбку» была поставлена и показана как детская пьеса в Великобритании Театром Тутти Фрутти и Королевским театром Йорка, а в США — Театром Golden Thread.
«Мышь, которая спасла Египет» была отредактирована на крыше с видом на площадь Тахрир в Каире во время Египетской революции.
Альрави также является автором детской литературной поваренной книги: Arab Fairytale Feast.